# Per Åslund
Per Åslund (* 21. August 1986 in Kil, Schweden) ist ein schwedischer Eishockeyspieler, der seit 2016 erneut beim Färjestad BK in der Svenska Hockeyligan  unter Vertrag steht.

## Karriere
Åslund begann seine Karriere im Jahr 2001 in der vierthöchsten Spielklasse Schwedens Division 2 beim Kils AIK, dem Verein seines Heimatortes. Zwischen 2002 und 2004 absolvierte der Angreifer zwei Spielzeiten für die Jugendmannschaft von Färjestad BK in der Juniorenliga J18 Allsvenskan. Anschließend stand er ab der Saison 2004/05 drei Jahre lang für Skåre BK in der drittklassigen Division 1 auf dem Eis, ehe der Linksschütze noch während der laufenden Spielzeit 2006/07 zurück zu Färjestad BK in die Elitserien wechselte und erstmals 34 Partien in der höchsten Spielklasse Schwedens absolvierte. In den folgenden Jahren entwickelte sich Åslund dort zu einem Stammspieler und war mit 12 Scorerpunkten in 13 Play-off-Spielen maßgeblich am Gewinn des Meistertitels in der Saison 2008/09 beteiligt. In der Spielzeit 2010/11 wurde der Stürmer erneut Schwedischer Meister mit Färjestad und erzielte dabei in 14 Play-off-Partien sowohl fünf Treffer als auch fünf Torvorlagen. In der Saison 2012/13 spielte der Schwede seine bisher punktbeste Saison und konnte innerhalb der Hauptrunde mit 19 Toren und 20 Assists insgesamt 39 Scorerpunkte markieren. In der darauffolgenden Spielzeit zog er mit Färjestad erneut in das Finale der Schwedischen Meisterschaft ein, musste sich jedoch diesmal dem Skellefteå AIK geschlagen geben.

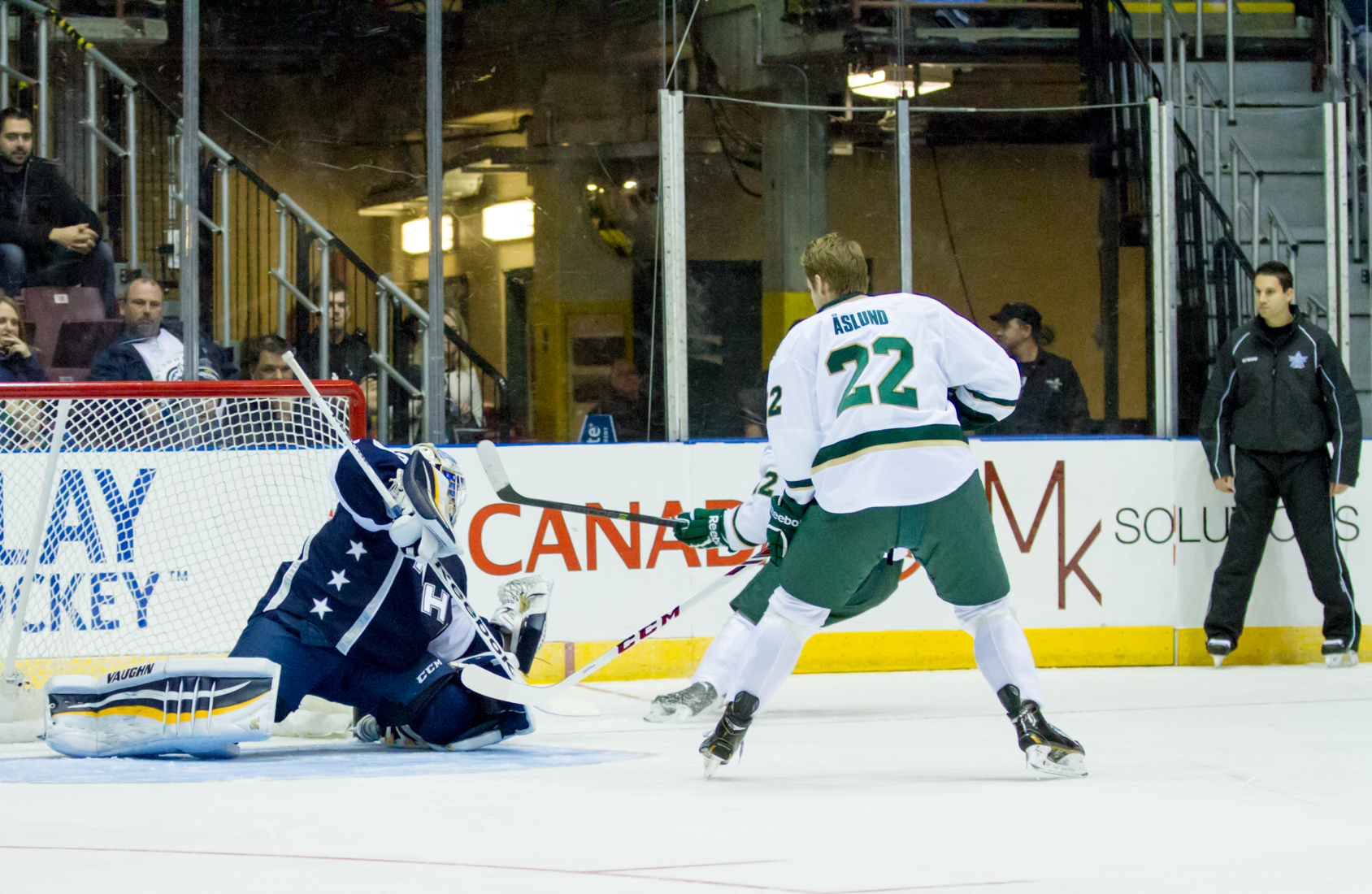
Per Åslund beim AHL All-Star Classic 2014

Im März 2015 gaben die Kölner Haie aus der Deutschen Eishockey Liga (DEL) die Verpflichtung des schwedischen Nationalspielers bekannt. Nach der Saison 2015/16 erhielt er keine Vertragsverlängerung und kehrte zum Färjestad BK zurück.

## Erfolge und Auszeichnungen
- 2009 Schwedischer Meister mit Färjestad BK
- 2011 Schwedischer Meister mit Färjestad BK
- 2014 Schwedischer Vizemeister mit Färjestad BK
- 2022 Schwedischer Meister mit Färjestad BK
- 2022 Stefan Liv Memorial Trophy

## Karrierestatistik
(Legende zur Spielerstatistik: Sp oder GP = absolvierte Spiele; T oder G = erzielte Tore; V oder A = erzielte Assists; Pkt oder Pts = erzielte Scorerpunkte; SM oder PIM = erhaltene Strafminuten; +/− = Plus/Minus-Bilanz; PP = erzielte Überzahltore; SH = erzielte Unterzahltore; GW = erzielte Siegtore; 1 Play-downs/Relegation; Kursiv: Statistik nicht vollständig)